# Томич, Вьекослав
Вьекослав Томич (хорв. Vjekoslav Tomić; род. 19 июля 1983, Сплит, Югославия) — хорватский футболист, вратарь азербайджанского клуба «Хазар-Ленкорань».

## Карьера
С 2002 по 2010 год играл за хорватские клубы «Сплит», «Меджимурье», «Хайдук». В 2010 году перешёл в турецкий «Карабюкспор». В июле 2013 года подписал контракт с тираспольским «Шерифом». В сезоне 2013/14 вместе с командой пробился в групповой этап Лиги Европы, где отыграл во всех шести матчах. В январе 2014 года покинул состав ФК «Шериф», пополнив ряды азербайджанского «Хазар-Ленкорань».